# 江東郡
江東郡（朝鲜语：／ Kangdong gun */?）是朝鮮民主主義人民共和國平壤的一個郡，位於該市东部。

## 地理
位于平壤直轄市東部郊外，郡名的意为位于大同江東。

## 历史
早在高麗時代的1136年，就设置了江東县。朝鮮王朝時代属于平安道。
1895年更名江東郡，1896年改为平安南道下属的一个郡。1914年行政规划重整中，和三登县合并。1941年10月1日晩達面升格成为勝湖邑。1945年8月日本投降时，江東郡拥有1邑5面(勝湖邑・江東面・三登面・元灘面・高泉面・鳳津面)。
1952年12月北朝鮮地方行政规划重編，勝湖邑一帯分离成为勝湖郡（現为胜湖区域）、成川郡一部分編入江東郡。
1983年3月，本郡由平安南道編入平壤。

### 邻近行政区划
- 北 － 成川郡（平安南道）
- 東 － 檜倉郡（平安南道）
- 南 － 胜湖区域、延山郡（黄海北道）
- 西 － 三石区域

## 地点
- 檀君陵
- 江東集中營